# Psicologia de l'envelliment
La psicologia de l'envelliment és la disciplina de la psicologia que estudia l'envelliment i la seva relació amb la resta de processos psicològics. L'envelliment és el procés fisiològic en què es produeix una pèrdua de les reserves i de la capacitat funcional 
dels diferents òrgans i sistemes de l'organisme.

## Procés d'envelliment
Les persones tenen un envelliment normal, o mantenen gairebé totes les seves capacitats funcionals en el que s'anomena un procés d'envelliment òptim o amb èxit o sofreixen demència, tenen una davallada prematura o malalties cròniques, el que es coneix com a envelliment patològic i probablement seran dependents. Les causes de cadascun dels tres tipus d'envelliment venen donats per causes genètiques o epigenètiques o ambientals.
El procés d'envelliment s'inicia a la paret vascular, que pateix un deteriorament progressiu, amb alteracions de coagulació, dipòsits de material lipoproteic i proliferació cel·lular el que porta a l'arterioesclerosi, el que arriba a afectar el cervell deprimint totes les capacitats que provenen del sistema nerviós central i que fa que apareguin de forma progressiva trastorns qualitatius o quantitatius de les diverses funcions cerebrals.

## Funcionament psicològic

### Funcionament afectiu
La vellesa és una etapa on disminueix sensiblement la força i la productivitat i augmenten les pèrdues i els sentiments i emocions afloren el que propicia a la persona que s'hagi d'adaptar a la nova situació. Aquestes crisi, es viuran de forma negativa però en les persones amb capacitat de superar-les, acceptar-les i integrar-les els sentiments que predominaran seran els de tranquil·litat i gaudiment. Per contra, si es viuen de manera destructiva, la vellesa es caracteritzarà per la tristesa, la soledat, l'aïllament, l'apatia i el mal humor. A més a més, les persones amb aquest caire destructiu tindran canvis bruscs en l'expressió de les emocions que els incidirà en la pròpia personalitat.

### Funcionament Relacional
La majoria de gent gran destaca la família i la parella com els seus pilars bàsics. Per aquest motiu la viduïtat té un fort impacte i suposa una sensació de soledat que pot conduir a una depressió que cal diagnosticar i tractar correctament. Un altre element important en aquesta etapa són els nets que permet a la persona gran transmetre el seu coneixement, experiència i afecte sense haver d'assumir decisions ni responsabilitats vers aquests. És important, però, que no es confonguin els rols. un altre pilar important, és la xarxa social d'amistats, que cal conservar i si és possible augmentar a través de nous espais d'esbarjo que permetin a la persona mantenir-se activa i dinàmica.

### Funcionament cognitiu
Les funcions cognitives es deterioren fisiològicament, el que vol dir que en la vellesa són cada cop més lentes i és més difícil captar la informació des dels òrgans sensorials, així com hi ha un alentiment de la capacitat de raonament. La memòria també té pèrdues, especialment de coses i fets recents. Aquests dèficits poden anar en augment i complicar la vida diària de la persona gran. Aquest fet pot provocar una gran inseguretat i una necessitat de supervisió i ajut, i per això és important pal·liar i/o controlar aquestes devallades amb una vida activa que faci treballar les funcions cognitives.
El procés de demència afecta a tot el funcionament de la persona gran generant un sentiment de confusió i incomprensió, una sensació de soledat i un trencament de les xarxes interrelacionals que agreuja més la situació basal. Aquest fet genera una situació de dependència i d'escurçament de l'esperança de vida.

## Avaluació persones grans en situació de risc
Per detectar una situació de risc en una persona gran, és necessari un equip multidiciplinar, que inclou un psicòleg, i que han d'avaluar des del vessant físic funcional, psicològic cognitiu i social econòmic.
- Avaluació física-funcional: Es busca fer el diagnòstic de malalties i combinat amb exploració funcional per valorar els balanços articulars i musculars, la capacitat per moure's i deambular i per objectivar els graus de pèrdua funcional.
- Avaluació psicològica: Se centra en una idea genèrica de l'estat mental i de les problemàtiques que poden aparèixer en la seva vida quotidiana. Per a fer aquesta avaluació es solen usar el test Mini Mental State Examination (MMSE)[3] (La versió espanyola adaptada és el MEC, el 7 minute screen[4] i el Short Portable Mental State Questionnaire.[5] També hi ha l'opció de passar proves més específiques o grans bateries neuropsicològiques com el Test Barcelona.

Pel que fa a la simptomatologia clínica tenim l'escala de depressió geriàtrica de Yesavage. l'Inventari Neuropsiquiàtric (NPI) i els The Cambridge mental Disorders of the Elderly Examination (CAMDEX-R). Pel que fa a la vida quotidiana hi ha diferents escales com la Barthel, la de Demència de Blessed, l'índex Katz d'indepencència, etc. I finalment, pel que fa al nivell de deteriorament la Global Deterioration Scale i la Clinical Dementia Rating.
- Avaluació socioeconòmica: Implica analitzar els recursos que disposa la persona gran per fer front als requeriments que emanen de la seva situació de risc.

## Maltractaments a la gent gran
La definició proposada per l'Organització Mundial de la Salut és que el maltractament a persones grans es defineix com l'acció (única o repetida) o la falta de resposta apropiada, que té per conseqüència una ferida o angoixa en una persona gran i que es dona dintre de qualsevol relació on existeix una expectativa de confiança.
Hi ha tres aspectes que ajuden a identificar els maltractaments: el vincle relacional que genera l'expectativa de confiança, el resultat del mal o risc a patir mal i la intencionalitat o no. La prevalença global de Maltractaments dins les famílies espanyoles oscil·la entre el 4,7% i el 12%, sent major quan més gran és la persona. Entre el 50% i el 60% dels casos els fills en són els responsables.
Segons la Generalitat de Catalunya entre els abusos més freqüents destaquen:
- Relacions socioambientals: abandonament, deteriorament de les relacions, limitació de la llibertat de moviments, etc.
- Abusos físics: maltractament físic.
- Abusos econòmics
- Abusos psíquics: Amenaces, insults, etc.

Els abusos també es poden donar obstinació diagnòstica, o sigui la realització de proves diagnòstiques que no aporten beneficis i es fan per motius de recerca o per obstinació terapèutica, o sigui l'aferrissament terapèutic o intent d'allargar la vida amb mitjans artificials.
A vegades, els maltractaments a la gent gran són causats per les conseqüències secundàries d'una càrrega difícil de portar pel cuidador i de vegades ocultat per la persona gran que el pateix.
Per aquest motiu s'han dissenyat diferents nivells de prevenció:
- Primària: Controlar aquells factors que poden portar a l'aparició de casos.
- Secundària: Detectar casos no coneguts.
- Terciaria: Intervenir de forma activa per reduir-ne les conseqüències.

Segons el IMSERSO hi ha 4 tipus de factors de risc vers el maltractament a la gent gran:
- Associats a la víctima: Deteriorament físic, l'aïllament social, ser dona i tenir més de 75 anys, el sistema familiar té la violència com a forma de relació.
- Associades al responsable del maltractament: Abús de drogues o alcohol, burn-out del cuidador, cuidador amb problemes econòmics, cuidador únic, immadur o aïllat.
- Associades a l'entorn: Pobresa, falta de recursos, manca de relacions intergeneracionals, estereotip de la persona gran com una càrrega, etc.
- Associades a les institucions: poca formació, salaris baixos, funcionament ineficaç, obstinació diagnòstica i/o terapeutica, etc.

L'avalaució dels maltractaments a la gent gran sol fer-se en una sessió o gradualment però amb rapidesa per si és necessari intervenir. Inclou a la possible víctima i al possible responsable i s'observa tant el comportament verbal com el no verbal. Aquesta avaluació ha d'incloure un examen físic a la persona gran, valoració de l'existència o no de deteriorament cognitiu, valoració de l'estat emocional de la possible víctima i del responsable, altres aspectes a valorar.